# NGC 5831
NGC 5831 este o galaxie eliptică situată în constelația Fecioara. A fost descoperită în 24 februarie 1786 de către William Herschel. Se află la o distanță de 27,04 de megaparseci de Pământ.